# NGC 2413
NGC 2413 – gromada otwarta znajdująca się w gwiazdozbiorze Rufy. Odkrył ją William Herschel 19 marca 1786 roku. Jest położona w odległości ok. 1,4 tys. lat świetlnych od Słońca.